# Trener (film 1969)
Trener (Тренер) è un film del 1969 diretto da Jakov L'vovič Bazeljan.